# Богуславська Валерія Борисівна
Вале́рія Бори́сівна Богусла́вська (18 січня 1939) — українська перекладачка і поетеса, членкиня Національної Спілки письменників України (Київ).

## Біографія
Народилася в Харкові, УРСР.
Закінчила Одеський технологічний інститут (1962). Працювала в проєктних організаціях Києва та Харкова.
У 1966 р. випустила збірку віршів російською мовою «Крапля в морі». Починаючи з 1998 р. опубліковані шість книг віршів українською мовою.
Перекладає поезію на українську мову з російської, англійської та їдиш. У її перекладах вийшли книги вибраних віршів Переца Маркіша (2000 і 2002), Марини Цвєтаєвої (2002), Джорджа Гордона Байрона (2004 і 2006), Овсія Дриза (2006 і 2010), Наталі Горбаневської (2007), Мані Лейба (2007), Арсенія Тарковського (2008), Володимира Нарбута (2011). Опублікувала в українському перекладі книгу бесід композитора Сергія Пілютікова з композитором Валентином Сильвестровим.
У 2007 р. спільно з Велвлом Черніним склала «Антологію єврейської поезії», випущену під патронатом Інституту юдаїки Києво-Могилянської академії.
2010 р. видала антологію російської поезії України у власних перекладах українською «А українською — так» (другий том — 2011 рік, третій — 2013-й).
2012 року відзначена премію ім. Миколи Ушакова. Лауреатка премії журналу «Кур'єр Кривбасу», а також премій «Золото перекладів»  та «Свій варіант» за 2013 рік. 2015-го одержала Державну премію України ім. Шолом-Алейхема та 2017-го ім. Л. В. Череватенка.

## Праці
- Горбаневська Наталія. Концерт для оркестру / Пер. В. Богуславської. — Київ: Дух і літера, 2007. — 120 с. ISBN 978-966-378-069-6
- Тарковський Арсеній. Вестник=Вісник: вірші / Пер. з рос. В. Богуславської — Київ: Дух і літера, 2008. — 310 с. ISBN 978-966-378-091-7
- Лермонтов Михайло. Вибрана поезія /Пер. з рос., післямова В. Богуславської. — Київ: Дух і літера, 2009. — 286 с. ISBN 978-966-378-106-8
- Нарбут Володимир. Алілуя: вірші / Пер. з рос. В. Богуславської, післямова Ніни Бялосинської. — Київ: Дух і літера, 2011. — 246 с. ISBN 978-966-378-187-7
- Дікінсон Емілі. Небо і земля: поезії /Пер. з англ. В. Богуславської; післямова В. Богуславської. — Київ: Дух і літера, 2012. — 452 с. ISBN 978-966-378-305-5
- Горбаневська Наталія. Кола по воді / Пер. В. Богуславської. — Київ: Дух і літера, 2012. — 454 с. ISBN 978-966-378-257-7
- Керлер Йосип. Аби здоров'я: вибрані вірші /Пер. з їдишу та післям. В. Богуславської. — Київ: Дух і літера, 2012. — 102 с. ISBN 978-966-378-256-0
- Левіна Хана. Лепта /Пер. з їдишу В. Богуславської; післямова Йоанни Лізек, В.Богуславської. — Київ: Дух і літера, 2013. — 111 с. ISBN 978-966-378-298-0